# 陳潭
陳潭，字孟明，福建福州府长乐县人，明朝政治人物、進士出身。

## 生平
成化六年，福建壬午乡试中舉。成化二年，登丙戌科會試中進士，后升任浙江参议。

## 家族
曾祖父陳子良。祖父陳誨忠。父亲陳李，曾任知縣。